# پارک ملی اورلوفسکویه پولسیه
پارک ملی اورلوفسکویه پولسیه (انگلیسی: Orlovskoye Polesye National Park) یک پارک ملی حفاظت‌شده در استان اریول کشور روسیه است.